# Москва (Кировская область)
Москва́ — деревня в Верхошижемском районе Кировской области России. Входит в состав Верхошижемского городского поселения.

## География
Деревня находится в центральной части Кировской области, в подзоне южной тайги, в бассейне реки Лавра, на расстоянии приблизительно 5 километров (по прямой) к югу от посёлка городского типа Верхошижемье, административного центра района, в 43 км к северу от Советска и в 75 км к юго-юго-западу от Кирова.

### Климат
Климат характеризуется как умеренно континентальный, с продолжительной снежной зимой и тёплым летом. Среднегодовая температура — 1,5 °C. Средняя температура воздуха самого холодного месяца (января) составляет −14,2 °C (абсолютный минимум — −45 °С); самого тёплого месяца (июля) — 17,8 °C (абсолютный максимум — 36 °С). Безморозный период длится в течение 122 дней. Годовое количество атмосферных осадков — 713 мм, из которых 441 мм выпадает в период с мая по октябрь. Снежный покров держится в течение 165 дней.

## Население
| 2010 |
| ---- |
| 10   |

## Инфраструктура
Личное подсобное хозяйство с зоной сельскохозяйственного использования, индивидуальная застройка усадебного типа.
Постоянное население имеется в 5 домохозяйствах.

## Транспорт
Вдоль западной окраины деревни проходит автодорога Киров — Советск. Автобусное сообщение с райцентром. Остановка общественного транспорта «Москва». 